# チンタラー・スカパット
チンタラー・スカパット（จินตหรา สุขพัฒน์、Chintara Sukapatana、Jintara Sukaphatana、1965年1月22日-）はタイの映画女優。タイ、バンコク出身。1966年生まれとする資料もある。日本語では英語表記をそのままカタカナに書き起こした「チンタラ・スカパタナ」と表記する資料も多いが、タイ語の正しい発音とは大きく異なる。
出演作は70本を超え、数多くの受賞歴を持つ。タイ国内では「スクリーンの最後の女王」と称せられる国民的な映画スター。

## 来歴
化粧品会社の美容部員として働いているところを見出され、映画界入りする。1985年、『リー村長とマー夫人』でデビュー。都会的で清楚な容姿から当初は可憐な美少女役が多かったが、1987年の『赤い屋根』では精神病患者を演じ、その後も清純な役から汚れ役まで、社会派作品からコメディまでと、幅広い作品で多様な役柄を演じ、徐々に実力ある演技派として評価を高めた。
女優業のかたわらチュラーロンコーン大学に進学した1987年、米ハリウッド作品『グッドモーニング, ベトナム』で主人公が想いを寄せるベトナム人少女トリン役に抜擢され、国外にも名を知られるようになった。
1990年代以降、テレビドラマにも進出しファン層を広げた。90年代後半は一時、映画界から遠ざかったが2000年、『サタン』で復帰した。

## 主な出演作
- 悲恋の橋（サラシン橋心中） BRIDGE OF LOVE (1987)
- 種 Duay Klao (1987)
- グッドモーニング, ベトナム Good Morning, Vietnam (1987)
- メナムの残照 Fate (1988)
- クラスメイト Hong 2 Run 44 (1992)
- ワンス・アポン・ア・タイム Kalla khrung nueng... muea chao nee (1994)
- ムアンとリット Amdaeng Muen kab nai Rid (1994)
- サタン Satang (2000)
- 寄宿生 Dek hor (2006)
- 見習い薬草医トンエク (2019) テレビドラマ